# Бомбардировка Рабаула (1942)
Бомбардировка Рабаула (англ. Bombing of Rabaul) — операция союзников в ходе войны на Тихом океане во время Второй мировой войны в период с февраля по март 1942 года. Американская авиация предприняла несколько попыток бомбардировки Рабаула, чтобы предотвратить превращение его в крупную японскую базу.

## Первая попытка
После того, как японцы захватили Рабаул, австралийское правительство предупредило 27 января адмирала Нимица о том, что противник может с успехом захватить Нумеа до прибытия уже находящихся в пути американских войск. Разведка США уверяла, что так как противник обосновался в Рабауле, он будет держать там два авианосца и несколько крейсеров и линкоров для осуществления операций вторжения на Новые Гебриды и Новую Каледонию. Поэтому адмирал Кинг дал распоряжение командующему Тихоокеанским флотом направить оперативное соединение Брауна с авианосцем «Лексингтон», а также все патрульные гидросамолёты и сухопутные бомбардировщики, которые можно будет использовать, в район Фиджи и Новой Каледонии для проведения операций под командованием адмирала Лири, возглавлявшего австралийско-новозеландские силы.
Обрадованный усилением его сил, адмирал Лири с восторгом принял предложение о массированной воздушной атаке на Рабаул. Подозревая, что японцы ведут регулярную воздушную разведку юго-восточных подступов, адмирал Браун подошёл с востока на возможно короткую дистанцию, соблюдая все меры предосторожности. Японцы действительно вели патрулирование, в результате чего состоялся первый в истории бой между японской морской и американской авианосной авиацией. В связи с тем, что противник узнал о подходе его соединения, Браун был вынужден отменить нападение на Рабаул.

## Вторая попытка
После неудачи рейда Браун заявил командующему Тихоокеанским флотом, что в будущем нападении на подобную мощную авиабазу должно участвовать по меньшей мере два авианосца. Адмирал Нимиц удовлетворил его просьбу, и помимо «Лексингтона» в распоряжение Брауна был выделен ещё и «Йорктаун», на котором держал свой флаг контр-адмирал Флетчер.
Было решено попытаться атаковать Рабаул во второй раз; это нападение должно было также прикрыть движение войск США из Австралии в Нумеа между 7 и 12 марта. Но в то время как «Лексингтон» и «Рабаул» подходили туда с южной стороны, чтобы избежать противника, была получена информация о том, что 8 марта японцы высадились в Саламауа и Лаэ. Так как оба эти пункты имели аэродромы, но японцы ещё не успели там закрепиться, то было решено воспользоваться удачным случаем и поразить врага на новой позиции прежде, чем он успеет там закрепиться. Американские командующие решили не рисковать, идя в не обозначенное на картах море Бисмарка, а действовать прямо из залива Папуа, направив самолёты через горный хребет Оуэн-Стенли. 10 марта авиагруппа совершила налёт, и сообщили об огромных потерях у противника (сами американцы из 104 участвовавших в налёте самолётов потеряли лишь один), однако самолёты наземного базирования, повторившие налёт на следующий день, доложили, что все корабли в тамошней гавани были на плаву. После окончания войны было установлено, что самолётами авианосцев были потоплены крупный тральщик, грузовое судно и вспомогательный крейсер «Конго-Мару».